# Liste der Gemeinden im Landkreis Wunsiedel im Fichtelgebirge

Karte des Landkreises Wunsiedel im Fichtelgebirge

Die Liste der Gemeinden im Landkreis Wunsiedel im Fichtelgebirge gibt einen Überblick über die Verwaltungseinheiten des Landkreises. Es gibt 17 politische Gemeinden, von denen 9 eine eigene Verwaltung haben, und 3 Verwaltungsgemeinschaften.

## Legende
- Verwaltungseinheit: Name der Gemeinde und Angabe der Gemeindeart: Gemeinde (–), Markt (M), Stadt (St), Große Kreisstadt (GKSt) oder Name der Verwaltungsgemeinschaft. Einheitsgemeinden wie auch Verwaltungsgemeinschaften sind fett gedruckt
- Wappen: Wappen der Gemeinde
- GT: Gemeindeteile der Gemeinde. Der Wiki-Link ist mit der Gemeindegliederung der jeweiligen Gemeinde verknüpft.
- VG: Zeigt ggf. an, ob eine Gemeinde zu einer Verwaltungsgemeinschaft gehört
- Karte: Zeigt die Lage der Gemeinde im Landkreis
- Fläche: Fläche der Stadt beziehungsweise Gemeinde, angegeben in Quadratkilometer
- Einwohner: Zahl der Menschen, die in der Gemeinde beziehungsweise Stadt leben (Stand: 31. Dezember 2024[1])
- EW-Dichte: Angegeben ist die Einwohnerdichte, gerechnet auf die Fläche der Verwaltungseinheit, angegeben in Einwohner pro km2 (Stand: 31. Dezember 2024[2])
- Statistik: Link zur kommunalen Statistik des Bayerischen Landesamts für Statistik
- Website: Website der Gemeinde bzw. der Verwaltungsgemeinschaft

## Gemeinden
| Verwaltungseinheit                    | Wappen                                             | GT | VG         | Karte                                                                                  | Fläche in km²  | Einwohner      | Einwohner je km² | Statistik | Website |
| ------------------------------------- | -------------------------------------------------- | -- | ---------- | -------------------------------------------------------------------------------------- | -------------- | -------------- | ---------------- | --------- | ------- |
| Landkreis Wunsiedel im Fichtelgebirge | Wappen des Landkreises Wunsiedel im Fichtelgebirge |    |            | Der Landkreis Wunsiedel im Fichtelgebirge                                              | 606,43         | 70549          | 116              | [ 3 ]     | [ 4 ]   |
| Schirnding, VG                        |                                                    |    | Schirnding | Lage der Verwaltungsgemeinschaft Schirnding im Landkreis Wunsiedel im Fichtelgebirge   | 32,19 (5.3 %)  | 2499 (3.5 %)   | 78               |           | [ 5 ]   |
| Thiersheim, VG                        |                                                    |    | Thiersheim | Lage der Verwaltungsgemeinschaft Thiersheim im Landkreis Wunsiedel im Fichtelgebirge   | 52,30 (8.6 %)  | 3766 (5.3 %)   | 72               |           | [ 6 ]   |
| Tröstau, VG                           |                                                    |    | Tröstau    | Lage der Verwaltungsgemeinschaft Tröstau im Landkreis Wunsiedel im Fichtelgebirge      | 36,01 (5.9 %)  | 4653 (6.6 %)   | 129              |           | [ 7 ]   |
| Arzberg, St                           | Wappen der Gemeinde                                | 25 |            | Lage der Gemeinde Arzberg im Landkreis Wunsiedel im Fichtelgebirge                     | 43,20 (7.1 %)  | 4908 (7 %)     | 114              | [ 8 ]     | [ 9 ]   |
| Bad Alexandersbad                     | Wappen der Gemeinde Bad Alexandersbad              | 5  | Tröstau    | Lage der Gemeinde Bad Alexandersbad im Landkreis Wunsiedel im Fichtelgebirge           | 8,94 (1.5 %)   | 914 (1.3 %)    | 102              | [ 10 ]    | [ 11 ]  |
| Bad Weißenstadt, St                   | Wappen der Gemeinde Bad Weißenstadt                | 21 |            | Lage der Gemeinde Bad Weißenstadt im Landkreis Wunsiedel im Fichtelgebirge             | 42,24 (7 %)    | 2880 (4.1 %)   | 68               | [ 12 ]    | [ 13 ]  |
| Höchstädt im Fichtelgebirge           | Wappen der Gemeinde Höchstädt im Fichtelgebirge    | 6  | Thiersheim | Lage der Gemeinde Höchstädt im Fichtelgebirge im Landkreis Wunsiedel im Fichtelgebirge | 14,95 (2.5 %)  | 1011 (1.4 %)   | 68               | [ 14 ]    | [ 15 ]  |
| Hohenberg an der Eger, St             | Wappen der Gemeinde Hohenberg an der Eger          | 10 | Schirnding | Lage der Gemeinde Hohenberg an der Eger im Landkreis Wunsiedel im Fichtelgebirge       | 15,67 (2.6 %)  | 1384 (2 %)     | 88               | [ 16 ]    | [ 17 ]  |
| Kirchenlamitz, St                     | Wappen der Gemeinde Kirchenlamitz                  | 27 |            | Lage der Gemeinde Kirchenlamitz im Landkreis Wunsiedel im Fichtelgebirge               | 48,48 (8 %)    | 3122 (4.4 %)   | 64               | [ 18 ]    | [ 19 ]  |
| Marktleuthen, St                      | Wappen der Gemeinde Marktleuthen                   | 15 |            | Lage der Gemeinde Marktleuthen im Landkreis Wunsiedel im Fichtelgebirge                | 35,48 (5.9 %)  | 2820 (4 %)     | 79               | [ 20 ]    | [ 21 ]  |
| Marktredwitz, GKSt                    | Wappen der Gemeinde Marktredwitz                   | 27 |            | Lage der Gemeinde Marktredwitz im Landkreis Wunsiedel im Fichtelgebirge                | 49,53 (8.2 %)  | 17121 (24.3 %) | 346              | [ 22 ]    | [ 23 ]  |
| Nagel                                 | Wappen der Gemeinde Nagel                          | 9  | Tröstau    | Lage der Gemeinde Nagel im Landkreis Wunsiedel im Fichtelgebirge                       | 7,79 (1.3 %)   | 1655 (2.3 %)   | 212              | [ 24 ]    | [ 25 ]  |
| Röslau                                | Wappen der Gemeinde Röslau                         | 11 |            | Lage der Gemeinde Röslau im Landkreis Wunsiedel im Fichtelgebirge                      | 29,84 (4.9 %)  | 1991 (2.8 %)   | 67               | [ 26 ]    | [ 27 ]  |
| Schirnding, M                         | Wappen der Gemeinde Schirnding                     | 8  | Schirnding | Lage der Gemeinde Schirnding im Landkreis Wunsiedel im Fichtelgebirge                  | 16,52 (2.7 %)  | 1115 (1.6 %)   | 67               | [ 28 ]    | [ 29 ]  |
| Schönwald, St                         | Wappen der Gemeinde Schönwald                      | 16 |            | Lage der Gemeinde Schönwald im Landkreis Wunsiedel im Fichtelgebirge                   | 19,19 (3.2 %)  | 3076 (4.4 %)   | 160              | [ 30 ]    | [ 31 ]  |
| Selb, GKSt                            | Wappen der Gemeinde Selb                           | 45 |            | Lage der Gemeinde Selb im Landkreis Wunsiedel im Fichtelgebirge                        | 86,06 (14.2 %) | 14743 (20.9 %) | 171              | [ 32 ]    | [ 33 ]  |
| Thiersheim, M                         | Wappen der Gemeinde Thiersheim                     | 15 | Thiersheim | Lage der Gemeinde Thiersheim im Landkreis Wunsiedel im Fichtelgebirge                  | 24,42 (4 %)    | 1723 (2.4 %)   | 71               | [ 34 ]    | [ 35 ]  |
| Thierstein, M                         | Wappen der Gemeinde Thierstein                     | 15 | Thiersheim | Lage der Gemeinde Thierstein im Landkreis Wunsiedel im Fichtelgebirge                  | 12,93 (2.1 %)  | 1032 (1.5 %)   | 80               | [ 36 ]    | [ 37 ]  |
| Tröstau                               | Wappen der Gemeinde Tröstau                        | 15 | Tröstau    | Lage der Gemeinde Tröstau im Landkreis Wunsiedel im Fichtelgebirge                     | 19,28 (3.2 %)  | 2084 (3 %)     | 108              | [ 38 ]    | [ 39 ]  |
| Wunsiedel, St                         | Wappen der Gemeinde Wunsiedel                      | 30 |            | Lage der Gemeinde Wunsiedel im Landkreis Wunsiedel im Fichtelgebirge                   | 54,88 (9 %)    | 8970 (12.7 %)  | 163              | [ 40 ]    | [ 41 ]  |